# Frédérique Jossinet
Frédérique Jossinet, née le 16 décembre 1975 à Rosny-sous-Bois, est une ancienne judokate française évoluant dans la catégorie de poids la plus légère du judo féminin, les moins de 48 kg (poids super-légers). Licenciée au club de l'US Orléans Judo, elle est 6e dan.
Après avoir fait des études de sport, elle a intégré en 2007 l'ESSEC où elle a effectué un master en sport, management et stratégies d'entreprise. Conseillère au handicap dans le XIe arrondissement de Paris, elle est entraîneur national de judo, puis devient conseillère au cabinet de Valérie Fourneyron, ministre des Sports, de la jeunesse, de l'éducation populaire et de la vie associative (5 août 2013-mai 2014). Enfin, elle est responsable du secteur féminin à la Fédération française de football depuis 2014.

## Biographie

### Carrière sportive
Elle dispute ses premiers Jeux olympiques d'été qu'en 2004 lors des Jeux d'Athènes. Grâce à un parcours sans faute, elle se qualifie pour la finale du tournoi au cours de laquelle elle doit affronter la championne olympique en titre et véritable icône du judo nippon, Ryoko Tani. Face à un palmarès impressionnant (6 titres de championne du monde, 2 titres olympique), la Française, dauphine de Tani lors des derniers championnats du monde, est la seule à pouvoir la battre selon Cécile Nowak (qui avait battu la Japonaise en finale du tournoi olympique en 1992). Jossinet est cependant battue et doit se satisfaire d'une médaille d'argent, la seule obtenue en judo par la délégation olympique française lors de ces Jeux et la première de l'Équipe de France Olympique.
En 2006, elle devient championne du monde par équipe au Palais omnisports de Paris-Bercy.
Après deux médailles d'argent consécutives aux championnats du monde en 2003 et 2005, la judokate aborde confiante les Mondiaux 2007 organisés à Rio de Janeiro. Pourtant le tirage au sort de la compétition lui impose d'affronter sa rivale de toujours dans la catégorie, Ryoko Tani, contre qui Jossinet n'est jamais sortie victorieuse lors de leurs diverses confrontations. Même si elle pousse la Japonaise au "golden score", Jossinet est battue par koka par Tani. Pourtant, grâce au parcours victorieux de Tani, Jossinet est repêchée et, après avoir enchaîné trois victoires par ippon, elle obtient son troisième podium mondial consécutif.
Lors des Jeux olympiques de 2008 à Pékin, elle échoue dès le premier tour après 25 secondes de combat contre la Kazakhe Kelbet Nurgazina.
Pour sa 4e participation aux Championnats du monde de judo à  Rotterdam en 2009, toujours à la recherche d'un premier titre mondial, la championne d'Europe en titre chute en quarts de finale sur yuko après deux premiers combats gagnés par ippon au sol. Jossinet remporte alors sa finale de repêchages par ippon et décroche l'une des deux médailles de bronze.
En janvier 2011 elle reçoit son 6e Dan lors de la cérémonie du kagami Biraki.

### Autres activités

#### Politique
Fin 2007, elle est candidate sur la liste de Bertrand Delanoë à la Mairie de Paris avec un autre sportif de haut niveau, le rugbyman du Stade français, Mathieu Blin. Elle sera nommée conseillère au handicap à la mairie du XIe arrondissement de Paris de 2008 à 2011. Elle intègre ensuite le cabinet de Valérie Fourneyron, ministre des Sports, de 2012 à 2014.

#### Télévision et vie associative
En 2010, elle participe à l'émission Koh-Lanta : Le Choc des héros au côté d'autres sportifs comme Frank Lebœuf ou Djamel Bouras, où elle termine en 8e position après 14 jours d'aventure.
Le 21 juillet 2012 elle participe au jeu Fort Boyard avec Louise Ekland, Stéphane Diagana, Nelson Monfort, Richard Dacoury et Jérôme Alonzo pour l'association « Enfants de la Lune ».
En 2012, elle commente les épreuves de judo des Jeux olympiques de Londres sur France Télévisions avec Arnaud Romera. Elle assure également un rôle de chroniqueuse le matin dans le bus de France TV avec Louise Ekland.
Le 6 janvier 2013, elle dispute son premier match officiel en tant que footballeuse avec la VGA Saint-Maur, club historique du football féminin français, avec lequel elle a pris une licence, à l'occasion d'un match de 1/32 de finale de Coupe de France remporté 9-1 sur le terrain de l'AS Beauvais.
Elle est également Ambassadrice d'un Maillot pour la vie.
De 2014 à 2022, elle est directrice du football féminin et son développement au sein de la Fédération française de football (FFF).
Elle est directrice Impact, héritage et RSE lors de la Coupe du monde féminine de football 2019 organisée en France.
Durant les Jeux olympiques 2020 à Tokyo, elle est consultante pour Eurosport et commente les épreuves de judo avec Céline Géraud.
Depuis novembre 2020, elle est vice-présidente de la Fédération française de judo auprès du nouveau président Stéphane Nomis. Elle est chargée du haut-niveau et de la performance.

## Palmarès

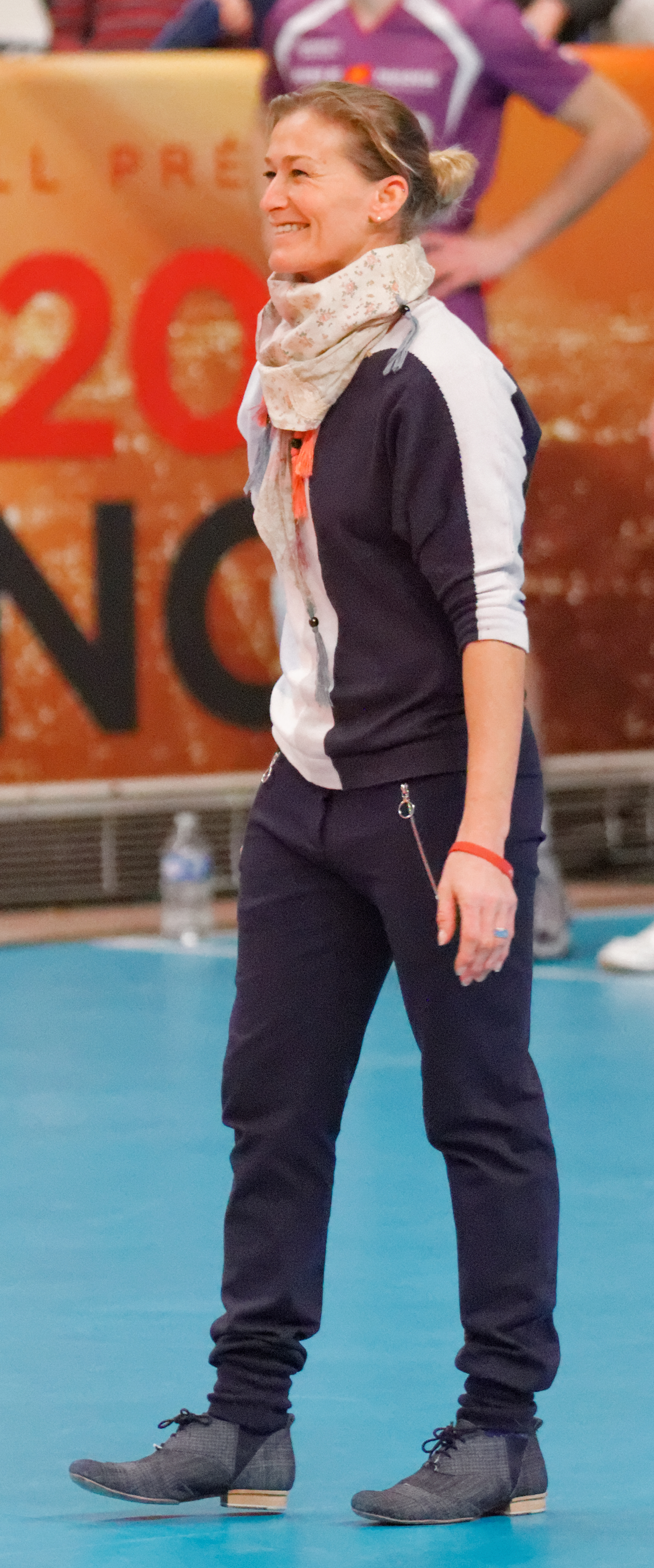
Frédérique Jossinet donnant le coup d'envoi fictif de la finale de la coupe de France de volley-ball masculin 2012-2013.

### Championnats d'Europe
| Catégorie / Année                 | 2001 | 2002 | 2004 | 2005 | 2006 | 2007 | 2008 | 2009 | 2010 | 2011 | 2012 |
| --------------------------------- | ---- | ---- | ---- | ---- | ---- | ---- | ---- | ---- | ---- | ---- | ---- |
| Moins de 48 kg poids super-légers | 1er  | 1er  | 3e   | 2e   | 3e   | 3e   | 2e   | 1e   | -    | 3e   | 5e   |

### Championnats du monde
- Championnats du monde 2003 à Osaka (Japon) :
  -  Médaille d'argent en -48 kg.
- Championnats du monde 2005 au Caire (Égypte) :
  -  Médaille d'argent en -48 kg.
- Championnats du monde 2007 à Rio de Janeiro (Brésil) :
  -  Médaille de bronze en -48 kg.
- Championnats du monde 2009 à Rotterdam (Pays-Bas) :
  -  Médaille de bronze en -48 kg.

### Jeux olympiques
- Jeux olympiques de 2004 à Athènes (Grèce) :
  -  Médaille d'argent en -48 kg.
- Jeux olympiques de 2008 à Pékin (Chine) :
  - Éliminée au premier tour.

### Divers
- Grade: Ceinture Blanche-rouge 6e DAN (2010)[9].

Par équipe :
- Médaille d'or aux championnats du monde par équipes 2006 et 2011
- Médaille d'or aux championnats d'Europe par équipes 1997 et 1996.

En club :
- Coupe d'Europe des Clubs (USOJJ) en 2000,2001,2002,2003

Tournoi de Paris :
- 10 podiums dont 4 victoires (2e en 1995, 3e en 1998, 2e en 2000, 1er en 2002, 1er en 2003, 2e en 2004, 3e en 2005, 1er en 2006, 3e en 2007, 2e en 2008)

Universiades :  Médaille d'or Palma De Majorque 1999, Médaille de Bronze Pékin 2001
Jeux Méditerranéens :  Médaille d'or, Bari (Italie)
Jeux de la Francophonie :  Médaille d'or, Paris 1994

## Distinction
- Chevalière de la Légion d'honneur (2020)
- Chevalière de l'ordre national du Mérite (décret du 24 septembre 2004)